# Re:Sense
『Re:Sense』（リセンス）は2021年7月21日にJohnnys’Universe / ユニバーサルミュージックから発売されたKing & Princeの3枚目となるオリジナルアルバムである。

## 解説

### タイトル
2021年5月30日、グループ初となる公式Instagramライブ内で本作のリリースが発表された。タイトルについては、神宮寺勇太が「僕たちがつくった造語。分けると、リアルとセンスになっている。リアルは僕たちの日常や今見てもらっている姿、王子様みたいなイメージがリアル。センスはまだ誰もやったことがないような僕たちでしか出来ない新しい何かを組み合わせたものが『Re:Sense』です」と説明した。

### 楽曲制作
今作の表題曲は「僕らのGreat Journey」（初回限定盤A）と「Namae Oshiete」（初回限定盤B）の2曲。「僕らのGreat Journey」は爽やかな青春ソングで、PVはメンバーが関東某所で楽しくオフを過ごすロードムービー風の映像となっており、初回限定盤Aに付属するDVDに収められているメイキング映像では、砂浜でビーチフラッグスをしたり、アスレチックを楽しむメンバーの姿も見られる。「Namae Oshiete」は2019年にアメリカ・ロサンゼルスで武者修行の際にレコーディングされた全編英語詞の楽曲。12度グラミー賞を受賞した経験をもつBabyfaceにKing & Prince側から楽曲制作を依頼し、コラボレーションが実現。Babyfaceがツアーで来日した際に楽曲の方向性を打ち合わせし、メンバーも日本でのリハーサルを重ね、Babyfaceのプライベートスタジオでレコーディングが行われた。PVはメンバーが演劇界のスターに扮し、ブロードウェイを思わせるステージセットで踊り、公演後の劇場ロビーで一目ボレした女性を探すというストーリーになっており、初回限定盤Bに付属するDVDに収められているメイキング映像では、舞台裏や撮影の合間のメンバーの姿も収録される。
その他、6thシングル「I promise」とグループ初の両A面となった7thシングル「Magic Touch/Beating Hearts」、そして1stアルバム『King & Prince』以来となるユニット曲「Lost in Love」（永瀬廉＆髙橋海人＆岸優太）と「ツッパリ魂」（平野紫耀＆神宮寺勇太）の2曲も収録。そして通常盤にのみ、メンバーからファンに感謝の想いを込めた楽曲「Dear My Tiara」も収録される。

### 関連する企画
アルバム特設サイトでは荻原梓によるオフィシャル・ライナーノーツが公開された。また、発売日の2021年7月21日には『#ティアラとKPが贈るReSense生配信』と題し、YouTubeチャンネルでKing & Prince初の生配信を実施。メンバーによる1曲20秒のアルバム曲全紹介や生パフォーマンスのほか、ガチャガチャを引いて質問に回答するコーナーが行われた。同年9月25日、YouTubeの字幕設定により英語の表示が出来るようになった。

### ツアー
本作を引っ提げ、7月25日より9月19日まで全国5ヵ所28公演を巡るライブツアー『King & Prince CONCERT TOUR 2021 〜Re:Sense〜』を開催した。

## リリース
初回限定盤A（CD+DVD）、初回限定盤B（CD+DVD）、通常盤（CD）の3形態で発売された。

### 仕様・特典
- 初回限定盤A - 透明スリーブケース付マルチケース、フォトブックレット（28P）、歌詞ブックレット
- 初回限定盤B - 三方背ケース、フォトブックレット（28P）、歌詞ブックレット
- 通常盤 - 歌詞フォトブックレット、ソロアナザージャケット5種セット（初回プレスのみ封入）

### 先着外付け特典
- 初回限定盤A - プリントシール風ステッカーシート（B5サイズ）
- 初回限定盤B - クリアポスター（A4サイズ）
- 通常盤 - スマホリング（初回プレスのみ）

## 収録内容
出典

### CD
※シングル曲の詳細はそのページを参照。
1. 僕らのGreat Journey [4:33]
作詞：C&K / 作曲：C&K、Carlos K. / 編曲：Carlos K.
  - 本作のリードトラック（1曲目）[24]。MVは6月28日に公開された[12]。
2. ユメラブ（You, Me, Love） [4:07]
作詞：Atsushi Shimada、Kenichi Sakamuro、大知正紘 / 作曲・編曲：Atsushi Shimada、Kenichi Sakamuro
3. BUBBLES & TROUBLES [3:44]
作詞：CLAUDE S. / 作曲：Kento Takeda、Christofer Erixon、Ricardo Burgrust / 編曲：Kento Takeda、吉岡たく
4. Magic Touch [4:13]
作詞：EMI K.Lynn / 作曲：P3AK、Adrian McKinnon / 編曲：P3AK
  - 7thシングルの1曲目
5. Lost in Love [4:15] - 永瀬廉・高橋海人・岸優太
作詞：草川瞬 / 作曲：草川瞬、坂室賢一 / 編曲：Kenichi Sakamuro、生田真心
6. サマーデイズ [4:17]
作詞：草川瞬 / 作曲：川口進、草川瞬 / 編曲：川口進、中野勇介
7. 幸せがよく似合うひと [3:55]
作詞・作曲：金木和也 / 編曲：江口亮
8. Beating Hearts [4:10]
作詞：RUCCA / 作曲：川口進、Adrian McKinnon / 編曲：川口進、田渕夏海
  - 7thシングルの2曲目
9. Koiは優しくない [4:13]
作詞：イワツボコーダイ  / 作曲：イワツボコーダイ、吹野クワガタ / 編曲：石塚知生、小田原ODY友洋
10. フィジャディバ グラビボ ブラジポテト！ [4:16]
作詞・作曲：前山田健一 / 編曲：浅野尚志、村田陽一
11. ツッパリ魂 [3:37] - 平野紫耀・神宮寺勇太 
作詞・作曲：黒崎ジョン / 編曲：高橋浩一郎、SADA
12. Body Paint [4:07]
作詞：KOMU / 作曲・編曲：Thomas Sardorf、Charli Taft、Obi Klein
13. Dance to the music [3:31]
作詞：atagi、J Speaks / 作曲：atagi、久保田真悟 / 編曲：久保田真悟
14. I promise [4:32]
作詞：KOMU、草川瞬 / 作曲：GRP、草川瞬 / 編曲：生田真心
  - 6thシングル
15. 花束 [5:50]
作詞・作曲：市川喜康 / 編曲：CHOKKAKU、小田原ODY友洋
16. Namae Oshiete [3:51]
作詞・作曲：Kenny "Babyface" Edmonds
  - 本作のリードトラック（2曲目）[24]。MVは2021年7月6日午後8時に公開された[15]。
17. Dear My Tiara [4:48]
作詞・作曲・編曲：森大輔
通常盤のみ収録。

### DVD

#### 初回限定盤A
1. 「僕らのGreat Journey」Music Video
2. 「僕らのGreat Journey」Music Video Making
3. 「僕らのGreat Journey」Music Video 番外編〜白熱！King & Prince ゴーカート対決！〜
4. Making of『Re:Sense』

#### 初回限定盤B
1. 「Namae Oshiete」Music Video
2. 「Namae Oshiete」Music Video -Dance ver.-
3. 「Namae Oshiete」Music Video Making
4. 「Namae Oshiete」レコーディングドキュメンタリー in LA

## チャート成績
初週45.8万枚を売り上げ、2021年7月27日発表のオリコン週間アルバムランキングで初登場1位を記録し、1stアルバム『King & Prince』から3作連続の1位獲得を達成した。

## 受賞
- 第36回日本ゴールドディスク大賞「ベスト5アルバム」（邦楽）[25]